# Jerome Namias
Jerome Namias, född 19 mars 1910, död 10 februari 1997 var en amerikansk meteorolog, vars forskning bland annat omfattade El Niño-fenomenet.
Namias föddes i Bridgeport, Connecticut och växte upp i Fall River, Massachusetts.
Namias studerade vid University of Michigan och började på Massachusetts Institute of Technology (MIT)  1936 som forskningsassistent. På 1930-talet studerade han Dust Bowl-fenomenet. År 1941 tog han sin Master's degree på American Institute of Aerodynamics and Astronautics.
Mellan 1941 och 1971 var han chef på Extended Forecast Division på U.S. Weather Bureau (numera National Weather Service). På 1940-talet utvecklade han femdygnsprognosen och månads- och säsongsprognoser under 1960-talet. Han var dessutom ansvarig för väderprognoser för de allierade i Ökenkriget under Andra världskriget.
Namias var med och utvecklade system för väderprognoser för passagerarfly och undersökte sambandet mellan oceanerna och atmosfären. Han studerade även El Niñofenomenet i Stilla havet och dess betydelse för klimatet i världen.
År 1971 började han på Scripps Institution och grundade det första Experimental Climate Research Center  Hans prognoser om varmt väder var till stor hjälp under den arabiska oljeembargot 1973.
Han mottog många priser och utmärkelser, han blev bland annat invald i National Academy of Sciences och American Academy of Arts and Sciences. Det amerikanska handelsdepartementet belönade honom med sin guldmedalj för hans bedrifter. Namias publicerade mer än 200 vetenskapliga uppsatser och arbetade med meteorologi fram till 1989. Han tilldelades även amerikanska meteorologisamfundets finaste utmärkelse Carl-Gustaf Rossby-medaljen 1955.
Jerome Namias avled i lunginflammation 1997.